# مخرادا
مخرادا (به اسپانیایی: Mejorada) یک شهرستان در اسپانیا است که در استان تولدو واقع شده‌است.

## خصوصیات
مخرادا ۴۶ کیلومترمربع مساحت و ۱٬۳۲۳ نفر جمعیت دارد و ۵۴۸ متر بالاتر از سطح دریا واقع شده‌است.